# Ofensywa czortkowska
Ofensywa czortkowska – operacja zaczepna, przeprowadzona przez oddziały Ukraińskiej Armii Halickiej w dniach 7–28 czerwca 1919 roku, w ostatniej fazie wojny polsko-ukraińskiej. Nazwa pochodzi od miasta Czortków, objętego między innymi tą operacją.

## Tło
Armia ukraińska na początku czerwca 1919 została zepchnięta w trójkąt pomiędzy rzekami Dniestr i Zbrucz oraz linię Husiatyn – Łaszkowce – Towste – Usteczko. Były to ostatnie tereny kontrolowane przez rząd Zachodnioukraińskiej Republiki Ludowej. Zgromadziło się na nich 19 tysięcy żołnierzy oraz 50 baterii artylerii, a także cywilni uciekinierzy.
Operacja zaczepna została zaplanowana na wniosek mjr. Alfreda Bisanza i gen. Myrona Tarnawskiego. Jej celem było zepchnięcie wojsk polskich za rzekę Złota Lipa, w celu uzyskania możliwości prowadzenia dalszych operacji wojskowych oraz podniesienia morale wojska ukraińskiego.

## Przebieg działań
Pierwszy atak dał taktyczne sukcesy – 8 czerwca zdobyto Czortków i zepchnięto polskie wojska na odległość około 120 km, do linii Gołogóry – Przemyślany – Bukaczowce. Początkowo Naczelna Komenda UHA z dowódcą gen. Omelianowyczem-Pawlenką uważała akcję za lokalne przedsięwzięcie. Jednak rozwój ofensywy spowodował, że 9 czerwca Ukraińska Rada Narodowa rozwiązała Radę Ministrów ZURL i powołała na stanowisko dyktatora Jewhena Petruszewycza. On zaś natychmiast po mianowaniu usunął ze stanowiska gen. Omelianowycza-Pawlenkę i nominował na stanowisko dowódcy UHA gen. Ołeksandra Hrekowa.
Wojska UHA stoczyły bitwę pod Jazłowcem (8-11 czerwca), zwyciężyły w starciach pod Buczaczem (11 czerwca), Trembowlą (12 czerwca), Podhajcami i Niżniowem (14 czerwca) i zdobyły w ciężkich walkach Tarnopol (15 czerwca). Traktowanie przez Wojsko Polskie Galicji jak terytorium okupowanego stało się przyczyną, dla której ofensywa ukraińska została entuzjastycznie przyjęta przez ludność ukraińską i wywołała zwiększony napływ ochotników, zaś na tyłach wojsk polskich rozpoczęły działalność oddziały partyzanckie.
15 czerwca wojska ukraińskie doszły do rzeki Złota Lipa, osiągając uzgodnioną w czasie rozmów we Lwowie 16 czerwca linię Delwiga. Umowa ta nie została jednak zatwierdzona przez dyktatora Jewhena Petruszewycza i pozostała tylko na papierze – wojska UHA nadal kontynuowały ofensywę na froncie polsko-ukraińskim.
W tym dniu ZURL poniosła klęskę na arenie międzynarodowej – konferencja pokojowa podjęła decyzję o upoważnieniu wojsk Rzeczypospolitej Polskiej do dalszego prowadzenia operacji wojennych po rzekę Zbrucz w celu zabezpieczenia osób i mienia spokojnej ludności Galicji Wschodniej od niebezpieczeństw, na jakie jest narażona ze strony band bolszewickich. Jednocześnie wyrażono zgodę na użycie Armii Hallera na froncie galicyjskim.
17 czerwca UHA rozpoczęła operację brzeżańską. Brzeżany stanowiły w owym czasie polskie centrum magazynowe, silny garnizon, jak również ważny węzeł komunikacyjny. Były silnie umocnione, dlatego też polskie dowództwo postanowiło bronić ich za wszelką cenę. Wojska ukraińskie oskrzydliły miasto, i po ciężkich walkach zdobyły 21 czerwca, jednak nie udało im się zniszczyć polskiej załogi wojskowej, liczącej kilkanaście batalionów.
Ukraińskie natarcie po walce o Brzeżany straciło impet, chociaż jeszcze zdobyto Złoczów. Oddziałom ukraińskim zaczęło brakować amunicji, a dodatkowo 22 czerwca przysłano 1 Dywizję Strzelców Polskich Hallera, która rozpoczęła wyładunek w Kamionice Strumiłowej. 27 czerwca dowodzenie kontratakiem polskim objął Józef Piłsudski.
Siły polskie i ukraińskie były wyrównane – po około 40-50 tysięcy żołnierzy, jednak Ukraińcy mieli stosunkowo małe zapasy amunicji. Polacy mieli również przewagę w jednostkach kawaleryjskich, niezbędnych w tego typu operacjach manewrowych. 28 czerwca polska armia przerwała front pod Janczynem. 4 lipca usunięto ze stanowiska głównodowodzącego gen. Hrekowa i podjęto decyzję o ewakuacji UHA za Zbrucz.
5 lipca wojska polskie osiągnęły linię rzeki Strypy. 11 lipca powiadomiono władze ukraińskie o decyzji konferencji w Paryżu. 15 lipca armia polska zdobyła Tarnopol.
16 lipca oddziały UHA przeszły przez rzekę Zbrucz na terytorium URL. Oddziały te zachowały zdolność bojową i zostały wykorzystane w walkach z Armią Czerwoną i Armia Ochotniczą. Wraz z nimi wycofał się rząd ZURL, urzędnicy państwowi oraz 100 tysięcy cywilnych uchodźców.